# Ivan Kramberger
Pour les articles homonymes, voir Kramberger.
Ivan Kramberger, né le 4 mai 1936 dans le village de Negova, municipalité de Gornja Radgona (Yougoslavie, aujourd'hui Slovénie), et mort assassiné le 7 juin 1992 à Lenart (Slovénie), est un inventeur, philanthrope et homme politique yougoslave slovène.

## Biographie
Né dans une famille pauvre, il s'enrichit en Allemagne, où il travaille comme technicien dans un hôpital, en inventant des améliorations au dialyseur. Il utilise son argent pour offrir des dialyseurs à la Slovénie et aider financièrement les familles les plus pauvres de son village d'origine. 

### Politique
Excentrique et populiste, il prend l'habitude de déclamer de longs discours politiques dans la rue à Ljubljana. Il se présente comme candidat indépendant à l'élection présidentielle de 1990 et termine à la troisième place, avec 18,5 % des voix. 
En 1992, alors qu'il entend se présenter aux élections législatives, il est tué par un homme saoul, posté à une longue distance. Les circonstances exactes de l'assassinat et les motivations du tireur sont demeurées en partie inexpliquées.